# Comet Rendezvous Asteroid Flyby

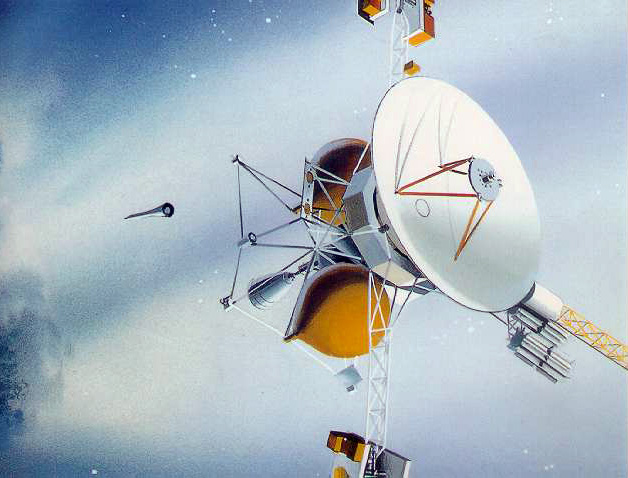
Vue d'artiste de la sonde spatiale CRAF.

Comet Rendezvous Asteroid Flyby ou CRAF est un projet de mission interplanétaire conçu par le centre Jet Propulsion Laboratory de la NASA à la fin des années 1980 dont l'objectif principal était de se placer en orbite autour du noyau d'une comète durant trois ans pour en étudier les caractéristiques au cours de sa phase passive comme durant sa phase active à l'approche du Soleil. Le projet est annulé en 1992 à la suite d'une forte augmentation des coûts dans une période de restrictions budgétaires et afin de mener à son terme le développement de la sonde spatiale Cassini-Huygens développée initialement à partir de la même plateforme. Les objectifs que devaient remplir la sonde spatiale sont repris plus tard par des engins de la NASA plus petits, Stardust et Deep Impact, ainsi que par la sonde de l'Agence spatiale européenne Rosetta.

## Historique
Au milieu des années 1980, le centre Jet Propulsion Laboratory de la NASA, capitalisant sur les travaux du projet de mission de survol de la comète de Halley, définit une nouvelle mission d'étude de comète baptisée « Comet Rendezvous Asteroid Flyby » (survol d'un astéroïde et rendez-vous avec une comète) ou CRAF. Une sonde spatiale doit se placer en orbite autour du noyau d'une comète et lancer un pénétrateur sur la surface de celui-ci. Fin 1983, un groupe de scientifiques précise les objectifs de cette mission. CRAF doit être lancée en 1990, survoler l'astéroïde (772) Tanete avant de se placer en orbite autour de la comète Kopff. Le JPL propose d'utiliser une plateforme dérivée de celle utilisée par les sondes du programme Voyager. Baptisée Mariner Mark II, celle-ci est conçue pour être facilement reconfigurée pour d'autres missions vers les planètes externes ou les objets mineurs. Elle doit permettre un abaissement important des coûts de développement. Elle permet d'emporter plusieurs mâts et d'un magnétomètre, de générateurs thermoélectriques à radioisotope (RTG) ainsi que de deux plateformes orientables pour les instruments scientifiques, l'une permettant un pointage grossier et l'autre un pointage fin. Mariner Mark II est proposée pour un deuxième projet en cours d'élaboration à la même époque : la sonde Saturn Orbiter Titan Probe ou SOTP, qui est baptisée par la suite Cassini-Huygens, est une sonde spatiale destinée à se mettre en orbite autour de la planète géante Saturne. Pour CRAF, la plateforme comporte en plus des RTG un panneau solaire circulaire. La masse à vide atteint 1 450 kg et le satellite dispose d'un vaste réservoir pouvant emporter 4 tonnes d'ergols alimentant un moteur-fusée biergols développé dans le cadre du programme Galileo. La sonde spatiale emporte une dizaine d'instruments et un pénétrateur de 18 kg et de 1,18 mètre de long. CRAF doit être lancée initialement par la navette spatiale américaine avec un étage Centaur mais l'accident de la navette Challenger en 1986 impose le choix du lanceur Titan IV. L'Allemagne qui s'est associée au projet accepte de prendre en charge l'adaptation du module de propulsion rendue nécessaire par les dimensions réduites de la coiffe du lanceur. La structure de la plateforme Voyager, trop lourde pour le lanceur, est remplacée par une structure allégée développée pour la sonde Galileo.
En 1988, les projets Cassini et CRAF sont désormais bien avancés et l'agence spatiale américaine propose leur prise en charge dans le budget 1990 sous forme d'un programme unique. Le budget est accordé : CRAF doit être lancée en août 1995 et sa cible est la comète Kopff. Pour disposer de suffisamment de vitesse, la sonde spatiale doit utiliser l'assistance gravitationnelle de la Terre. Il est prévu que CRAF survole l'astéroïde (449) Hamburga avant d'atteindre la comète en 2000. Pour réduire le coût des missions Cassini et CRAF, le module de propulsion est optimisé pour les besoins de CRAF tandis que l'antenne grand gain l'est pour ceux de Cassini. Mais au cours du développement, le projet prend du retard et il faut repousser le lancement en 1996. Dans cette nouvelle configuration, la sonde spatiale doit survoler la planète Vénus à deux reprises en plus de la Terre et les objectifs sont désormais l'astéroïde (739) Mandeville et se placer en orbite autour de la comète Tempel 2 que CRAF doit atteindre en 2003. En 1991, le Congrès américain réduit fortement le budget alloué au projet commun CRAF/Cassini. Dans un premier temps la NASA réagit en repoussant le lancement de CRAF à 1997 mais en 1992 la Maison-Blanche demande à la NASA d'abandonner une des deux sondes spatiales car le coût prévisionnel de la plateforme Mariner Mark II atteint désormais 1,85 milliard de dollars américains à la suite des nombreux remaniements dont elle est l'objet. CRAF est sacrifiée pour plusieurs raisons. Les partenaires européens du projet Cassini font pression pour que le projet se poursuive alors que l'Allemagne, seule partenaire de la NASA pour CRAF, est soulagée par l'abandon de ce projet coûteux alors qu'elle fait face au coût énorme de la réunification allemande. Par ailleurs, l'abandon de Cassini oblige de renoncer à une conjonction planétaire qui ne se reproduit que tous les 20 ans (alignement de Jupiter et de Saturne). L'abandon du projet CRAF met fin au développement de la plateforme Mariner Mark II.

## Instrumentation scientifique
Les instruments scientifiques sélectionnés en 1986 sont :
- Des caméras pour prendre des photos du noyau et de la queue.
- Un pénétrateur comportant des instruments capables de collecter un échantillon et d'en faire l'analyse chimique. Le pénétrateur embarque également un spectromètre à rayons gamma capable de mesurer l'abondance d'une vingtaine d'éléments chimiques.
- Un spectromètre de masse pour étudier la composition des gaz dégagés par le noyau et le nuage de plasma entourant celui-ci.
- Un compteur de poussière.
- Un spectromètre imageur en lumière visible et infrarouge pour déterminer la composition de la queue et de la surface du noyau.
- Un magnétomètre pour mesurer le champ magnétique de la comète.
- Un analyseur d'ondes plasma pour mesurer les interactions entre la queue de la comète et le vent solaire.

## Sources
- (en) Paolo Ulivi et David M. Harland, Robotic Exploration of the Solar System Part 2 Hiatus and Renewal 1983-1996, Chichester, Springer Praxis, 2009,, 535 p. (ISBN 978-0-387-78904-0)Description détaillée  des missions (contexte, objectifs, description technique, déroulement, résultats) des sondes spatiales lancées entre 1983 et 1996.